# Cyphon grande
Cyphon grande es una especie de coleóptero de la familia Scirtidae.

## Distribución geográfica
Habita en Malay.